# Gnagbin
Gnagbin (Hoplitis) är ett släkte solitära bin i familjen buksamlarbin. De bygger bo i gnaghål av vedlevande insekter, i ihåliga växtstjälkar eller i gallbildningar. De parasiteras av pansarbin.

## Beskrivning
Gnagbin är kraftigt byggda bin med svart grundfärg och glesare, ljusgrå till brun behåring på huvud och mellankropp. Bakkroppen har oftast ljusa hårfransar i tergiternas bakkanter. På buken har honan en vit, gulaktig till rödaktig hårborste (scopa) som hon använder för att samla in pollen.

## Utbredning
Släktet förekommer i Holarktis och i södra Afrika. Globalt finns omkring 360 arter, se lista med arter inom Hoplitis.

### Arter i Fennoskandien
I Sverige och Finland finns nedanstående sex arter varav en art är rödlistad.
- stengnagbi (H. anthocopoides)  - förekommer i Sverige.
- märggnagbi (H. claviventris)
- smalgnagbi (H. leucomelana) – förekommer i Sverige, med endast en observation i Finland.
- klockgnagbi (H. mitis) – förekommer i Sverige.
- fäbodbi (H. tuberculata)
- Hoplitis robusta - förekommer i Finland, där den är akut hotad.